# Кавков Яр
Кавков Яр (укр. Кавків Яр) — посёлок, входит в Крыжопольский район Винницкой области Украины.
Согласно переписи 2001 года постоянного населения не было. Почтовый индекс — 24622. Телефонный код — 4340. Занимает площадь 0,031 км². Код КОАТУУ — 521981505.

## Местный совет
24622, Вінницька обл., Крижопільський р-н, с. Гарячківка, вул. Свердлова, 11, тел. 2-81-42; 2-81-31 (укр.)